# كومبيس فرنسا

كومبيس فرنسا هي مؤسسة صناعية وتجارية فرنسية عامة أنشئت بموجب القانون رقم 2010-873 المؤرخ 27 جويلية 2010 بشأن الإجراء الخارجي للدولة، تهدف إلى تعزيز وترقية نظام التعليم العالي والتدريب المهني في الخارج.

## عرض
- يقع حرم فرنسا تحت الإشراف المشترك لوزير الخارجية ووزير التعليم العالي. تشمل مهامها:

- الترويج والترويج في الخارج لنظام التعليم العالي والتدريب المهني الفرنسي ، بما في ذلك المراقبة المنتظمة للرعايا الأجانب الذين أكملوا كل أو جزء من مناهجهم في النظام التعليمي الفرنسي أو شبكة التعليم الفرنسي في الخارج.

- الترحيب بالطلاب والباحثين الأجانب ، بما في ذلك دعم التأشيرة والإقامة ، دعماً للجامعات والمدارس وغيرها من مؤسسات التعليم العالي والبحث ، فضلاً عن السلطات المحلية .
- إدارة المنح الدراسية والتدريب الداخلي وغيرها من برامج التنقل الدولي للطلاب والباحثين

- تعزيز وتطوير التعليم العالي من خلال استخدام تكنولوجيا المعلومات والاتصالات الجديدة

يسعى إلى تلبية الاحتياجات التي عبرت عنها الشبكة الدبلوماسية في الخارج. وهو يتعاون مع المنظمات الدولية والأوروبية والسلطات المحلية والجامعات والمدارس وغيرها من مؤسسات التعليم العاليوالمنظمات المعنية ، وكذلك مع الشركاء العامين والخاصين.
ولإنجاز مهامه ، يناشد الشبكة الدبلوماسية في الخارج ، تحت إشراف رؤساء البعثات الدبلوماسية ، والمؤسسات التي تخضع لسلطتها أو التي تكون ملزمة بالاتفاق مع البعثات الدبلوماسية.

## تاريخ البرنامج
حرم فرنسا هو نتيجة تجميع ثلاث هياكل:
- هيكل GIP ÉduFrance ، الذي أنشئ في عام 1981 ، والذي سبق أن أخذ اسم Campus France خلال إصلاح وسيط لم ينته في عام 2007 ؛
- جمعية EGIDE (مشغل الإقامة والمنح للطلاب الأجانب والمتدربين في فرنسا والتنقل والبعثات والدعوات والمنح الدراسية عالية المستوى للباحثين والباحثين الأجانب. مما نتج عنه عام 1991 من تحول المركز الدولي للطلاب والمتدربين.
- قطاع الشؤون الدولية في CNOUS (التي نفذت نفس العمليات).

## المديرون العامون
- بياتريس خياط (منذ 2015)

- أنطوان جراسن (2010-2015)

- أندريه سيغانوس (2007-2010)

- تييري أودريك (2003-2006)

- فرانسوا بلامونت (1998-2002)

## وصلات خارجية
- الموقع الرسمي
- الدراسة في فرنسا